# 神农
神農氏，又稱烈山氏、連山氏、魁隗氏、炎帝，相傳生存年代在夏朝以前，現存文字记载多出現在戰國以後。相傳“神农尝百草”、教人医疗与农耕，中国人视之為传说中的农业和医药的发明者、守护神，尊称为「药王」、「五谷王」、「五谷先帝」、「神农大帝」等。

## 古代記載

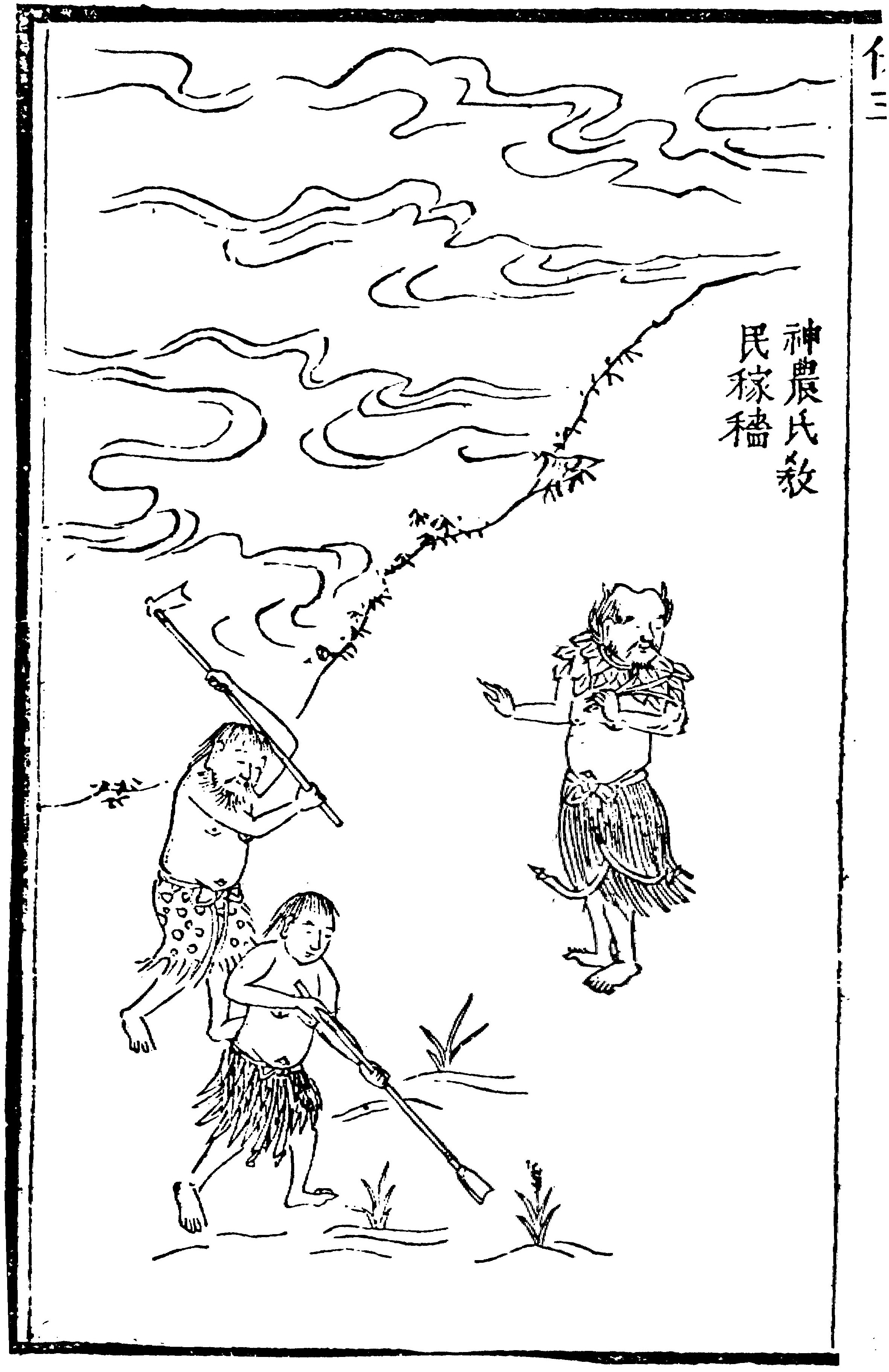
神農氏教民稼穡

神農氏傳說最早出现在《易經．繫辭》、《莊子》、《世本》、《孟子》等传世先秦文献的记载中。《尸子》也記載了神農氏言行。可知在春秋戰國時期己存在神農氏的傳說。東漢《白虎通》也承繼了神農氏的傳說。
在《史記》記載中，神農氏不是一個單一人物，而是一個氏族，曾經統治天下。在黃帝時，神農氏勢力衰弱，被黃帝所屬的軒轅氏取代。在同段記載中，黃帝曾與炎帝在阪泉之戰作戰，隨後又與蚩尤在涿鹿之戰作戰，最终取代了神農氏的统治。東漢王符《潛夫論》記載，神農為一個世代延襲的稱號，赤帝魁隗氏，繼承了神農稱號，被稱為炎帝，取代伏羲氏成為天下共主。
在西漢《淮南子》記載中，神農氏為草藥醫學始祖。這個說法被東漢《世本》、《神農本草經》及唐代司馬貞《補三皇本紀》等承繼。
在宋朝《太平御览》引用唐朝《周书》註釋中，有神農發明製陶的說法。

## 傳說
据说神农氏的样貌很奇特，身材消瘦，全身除了頭和四肢外，都是透明的（水晶肚），因此内脏清晰可见。神农氏尝尽百草，只要药草是有毒的，服下后他的内脏就会呈现黑色，因此什么药草对于人体哪一个部位有影响就可以轻易地知道了。后来，由于神农氏服太多种毒草，积毒太深，最後因為斷腸草（有人說是百足蟲）而身亡。但是明代的古人有說明此為訛傳。

### 教民耕种
相傳是神農氏發明耕種的方法，他命百姓把穀種收集，然後播在開墾過的田土上，以後百姓就按照這方法耕植五穀了，神農氏之稱一源為此。

### 发明耒耜
神农氏首创木制的耒耜，被认为是农业发明之始。

### 尝百草
相传神农氏擁有一個「水晶肚」，腹部臟器透明可見，因此親自嘗百草來辨别各类草药的功效，最后试到一种含有剧毒的草药，傳說為斷腸草（或是百足蟲），腸子節節俱斷，最終不治喪命，人們因而命名為斷腸草。神农氏有一条紅色神鞭，名为赭鞭，用来鞭打各类花草，可令花草的寒、热等特性显露出来。
- 《神农本草经》

### 发現茶
唐代陸羽《茶經》稱：「茶之飲，發乎神農。」
傳說神農氏嘗到毒草也是用茶來解毒，《神農本草經》云：「神農嘗百草，日遇七十二毒，得茶而解之。」

### 神农伐补遂
神农氏部落与夷人部落补遂氏（斧燧氏），发生利害矛盾，引起沖突。补遂氏部落不肯屈服。神农氏于是北上进攻补遂氏，将其击败、兼并。《战国策·秦策一·苏秦始将连横》记载苏秦说“昔者神农伐补遂，黄帝伐涿鹿而禽蚩尤，尧伐驩兜，舜伐三苗，禹伐共工，汤伐有夏，文王伐崇，武王伐纣，齐桓任战而伯天下。”

## 神農氏的称号
神農氏有很多稱號，比如：稷王、五穀王、五穀爺、五穀先帝、五穀仙師、開天炎帝、神農仙帝、田主、田祖等等。由於有神農嚐百草的傳說，所以民間又尊稱其為藥王大帝、藥仙等。

### 烈山氏
烈山氏記載出自《左傳》與《國語》，據記載，其子柱，曾為后稷，在夏朝前被奉祀。《國語》記載類同，稱烈山氏為夏朝前的天下共主。《禮記》記載與國語類似，但稱之為厲山氏，其子名字為農。
杜預認為烈山氏為神農氏時代的一位諸侯，孔穎達認為神農氏原起於烈山，故稱烈山氏，原是一個諸侯，後來成為天子。
高誘將烈山氏等同於炎帝與神農氏。

## 神农洞和神农碑
距离随州市区五十五公里处的烈山上，洞中原有石桌、石凳、石碗及石榻等，传说是神农氏所用的器物。烈山还有神农井、神农宅、神农观、炎帝庙等古建筑。厉山镇北有“炎帝神农氏”碑一座，保存至今。

## 神农故居
相传神农氏出生于烈山，故又稱「烈山氏」，或稱連山氏。有人在湖北距随州北四十公里的厉山镇列山神农洞修建了“神农故居”。
“神农故居”，设有神农洞二处（一为谷物药材贮藏，一为居住），并有神农亭、神农塔、神农庙、山南建神农茶室、神农花卉、九龙亭及山北神农母安登浴池，百草园等十数处。
湖北省西部山区，也有一地称为“神农架”，也与神农氏有关，缘于神农氏曾到此地搭架采药之传说。

## 相关推测

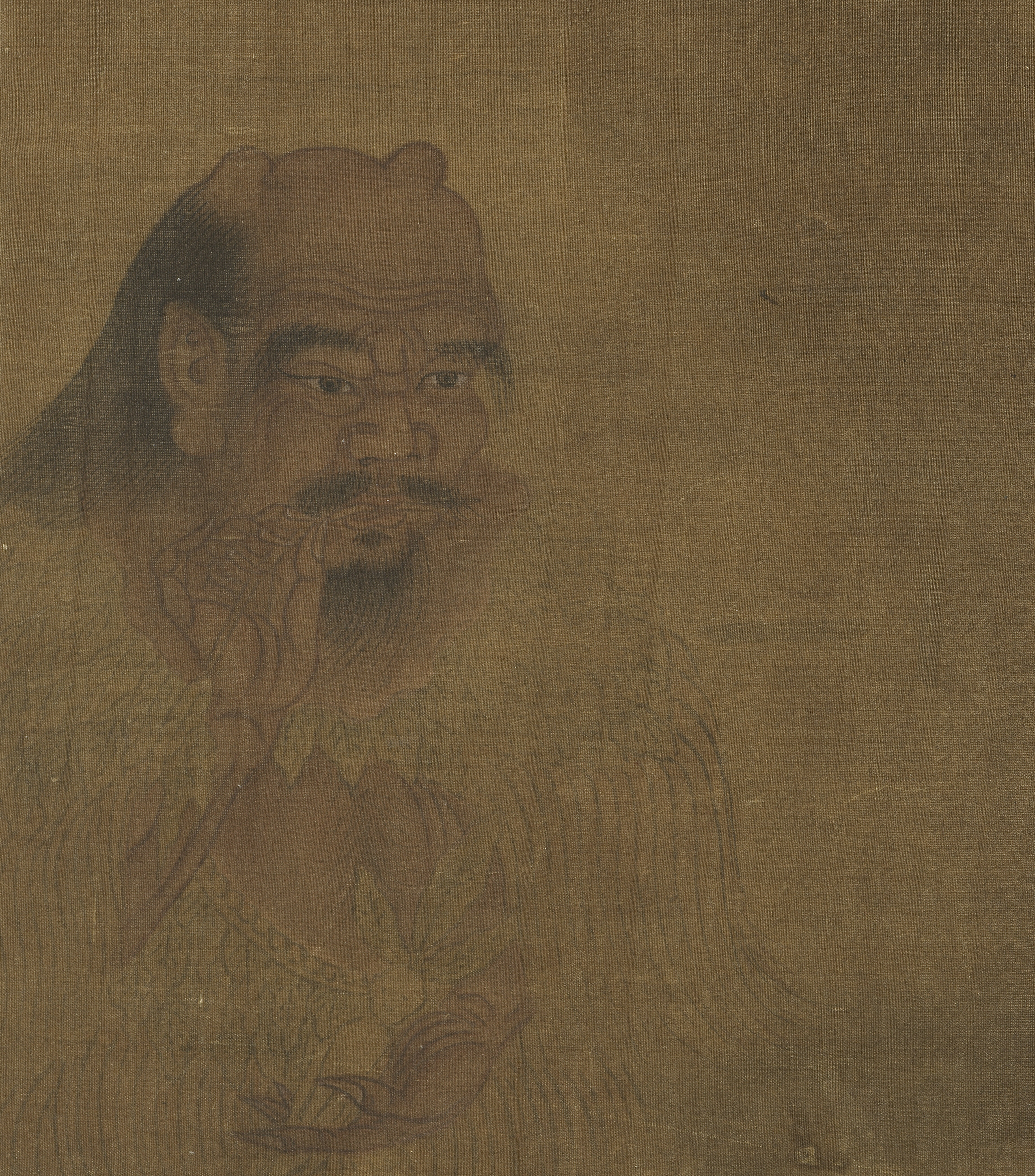
炎帝神農氏

楊伯峻認為神農氏傳說可上追到戰國時期，但在西周時尚未出現。
雷欣翰認為神農氏傳說來自於早期的后稷、先農與厲山氏等，在戰國時被混合才產生神農氏傳說，直到東漢班固《漢書》引用劉歆說法，將神農氏等同於炎帝，至晉朝後，才確立神農氏即為炎帝的說法。
張政烺認為，神農氏的姓氏，包括連山氏，列山氏與魁隗氏等，都是古代民間筮書古名，經過傳說而被轉化成神農氏的姓氏來源。

## 神农后裔
相传炎黄时期，炎帝为神农氏之后，和黄帝两部落联合形成华夏部族。
炎帝败于黄帝，黄帝为共主，炎帝部落一部分迁离了黄河流域。
蚩尤亦神农氏之后，蚩尤部落在黄河流域战败后，一部分融入黄帝部落，一部分南迁，后又西迁。 今湘、贵间均有苗族生活，自稱为蚩尤之后，因先祖以务农，故而得名。蚩尤为神农氏后裔，蚩尤部落文明程度本来较高，但因战败后后裔居于偏远之山间，日久之后，文化并无进步，抑且退化，反而成为了化外之民。
史記周本紀說周武王封神農氏的後裔在焦。今本竹書紀年記載，周幽王七年（西元前775年）虢國滅焦國。
代表性傳說人物
- 1.神農化身或蚩尤的漂白：爭議性人物炎帝
- 2.黃帝元配嫘祖
- 3.九黎領袖：爭議性人物蚩尤
- 4.三苗領袖或叛軍頭目驩兜
- 5.涇陽王祿續（越南傳說）
- 6.百越之祖貉龍君（越南傳說）

## 不同國家/地區對於神農氏

### 台灣
台灣民間盛行神農大帝（或作五穀大帝）之信仰，可追溯自福建省汀洲府以及廣東省東部地區，在客家村莊較為普遍。根據統計，台灣約莫有一百三十餘座主祀神農大帝的廟宇。四月廿六日祭祀。

### 越南
越南人的傳說裡記載神農氏為其初祖。（見炎帝條目）

### 日本
日本人也信奉神农，尤其药商、医师、摊贩，在东京的汤岛圣堂有神农节 。基于古时的摊贩团体演变为江湖极道团体，连黑道指定暴力团与赌博中人也崇信神农。

## 圖集

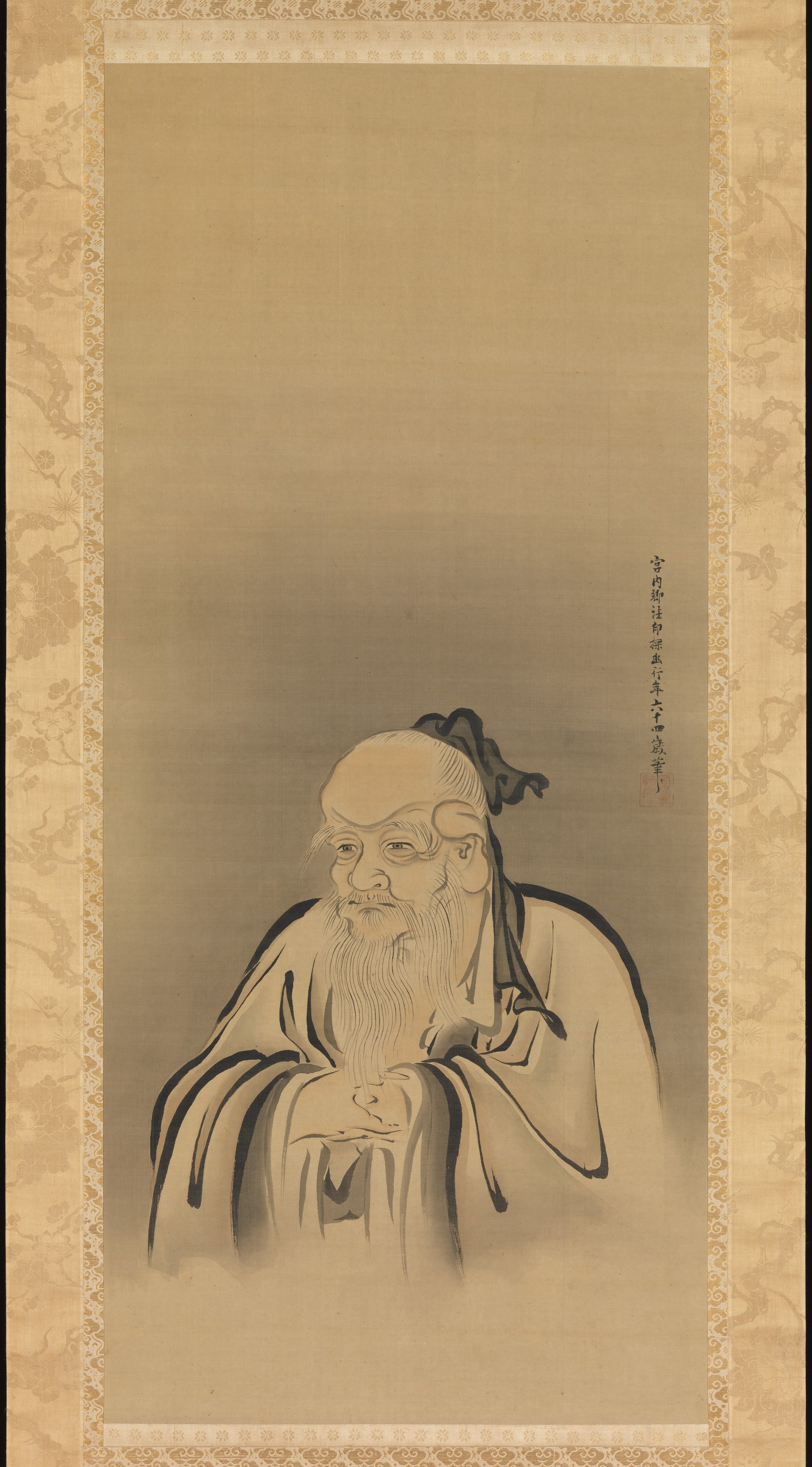
神農・夏冬山水圖
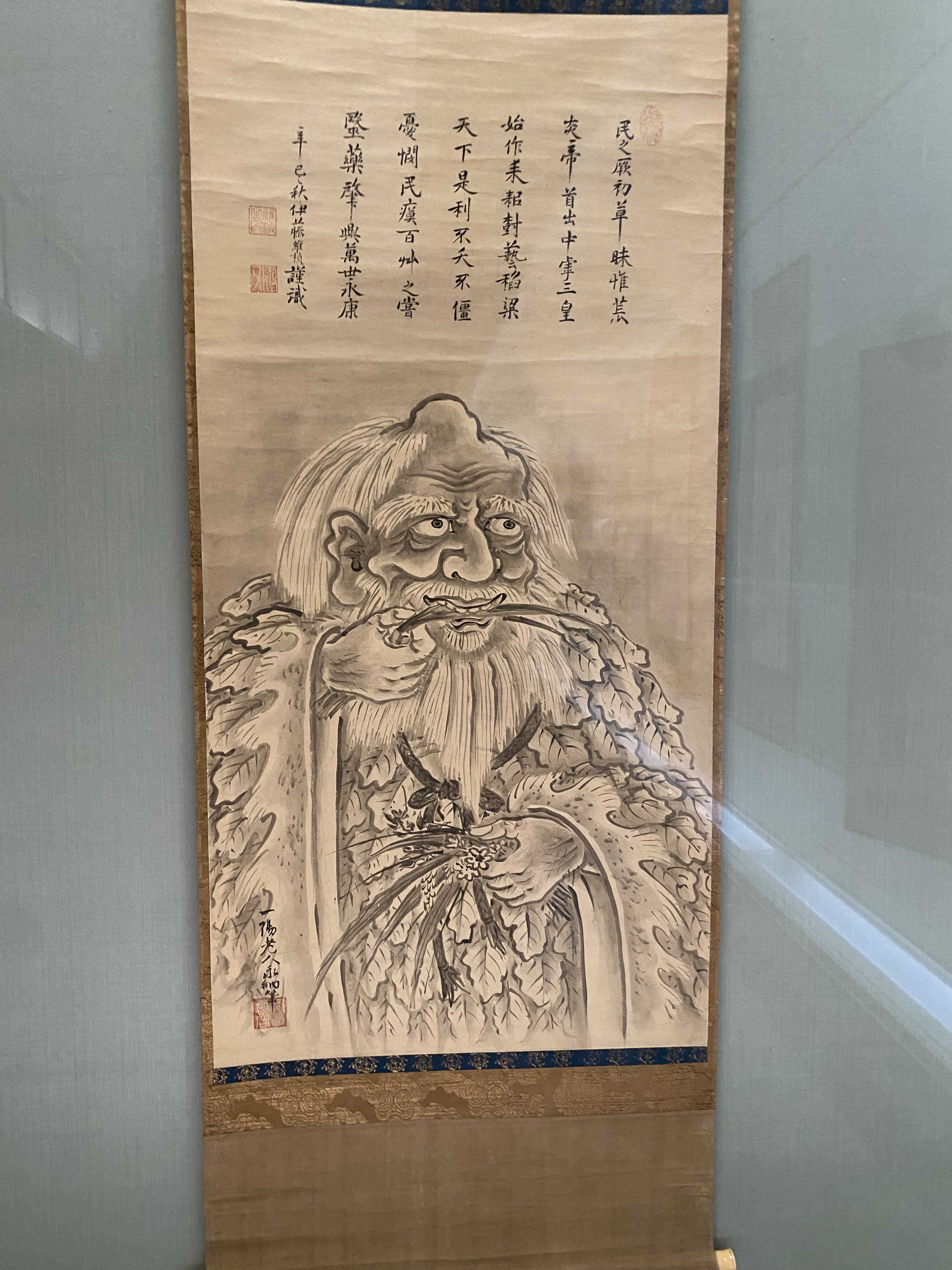
神農像，狩野永納繪
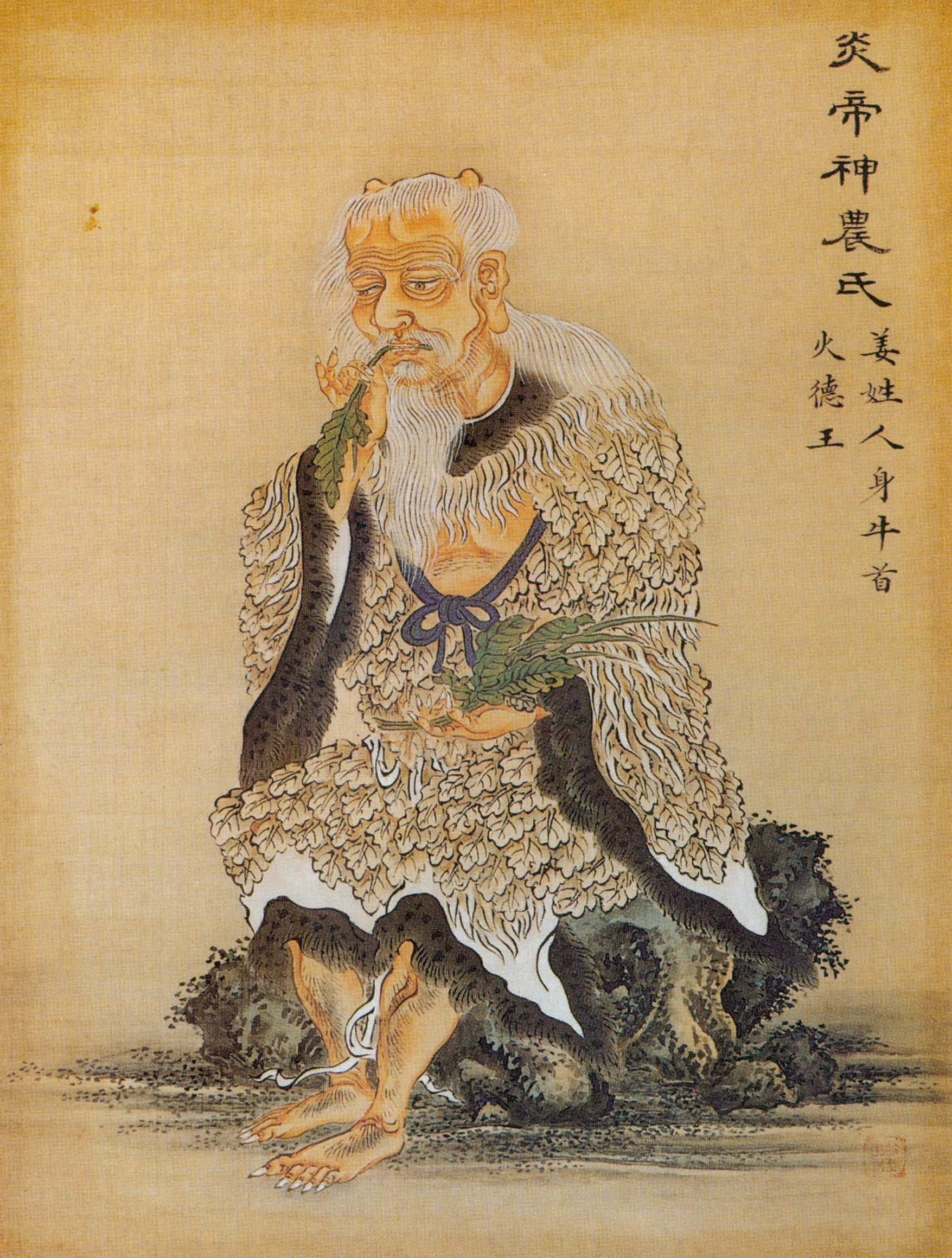
炎帝神農氏
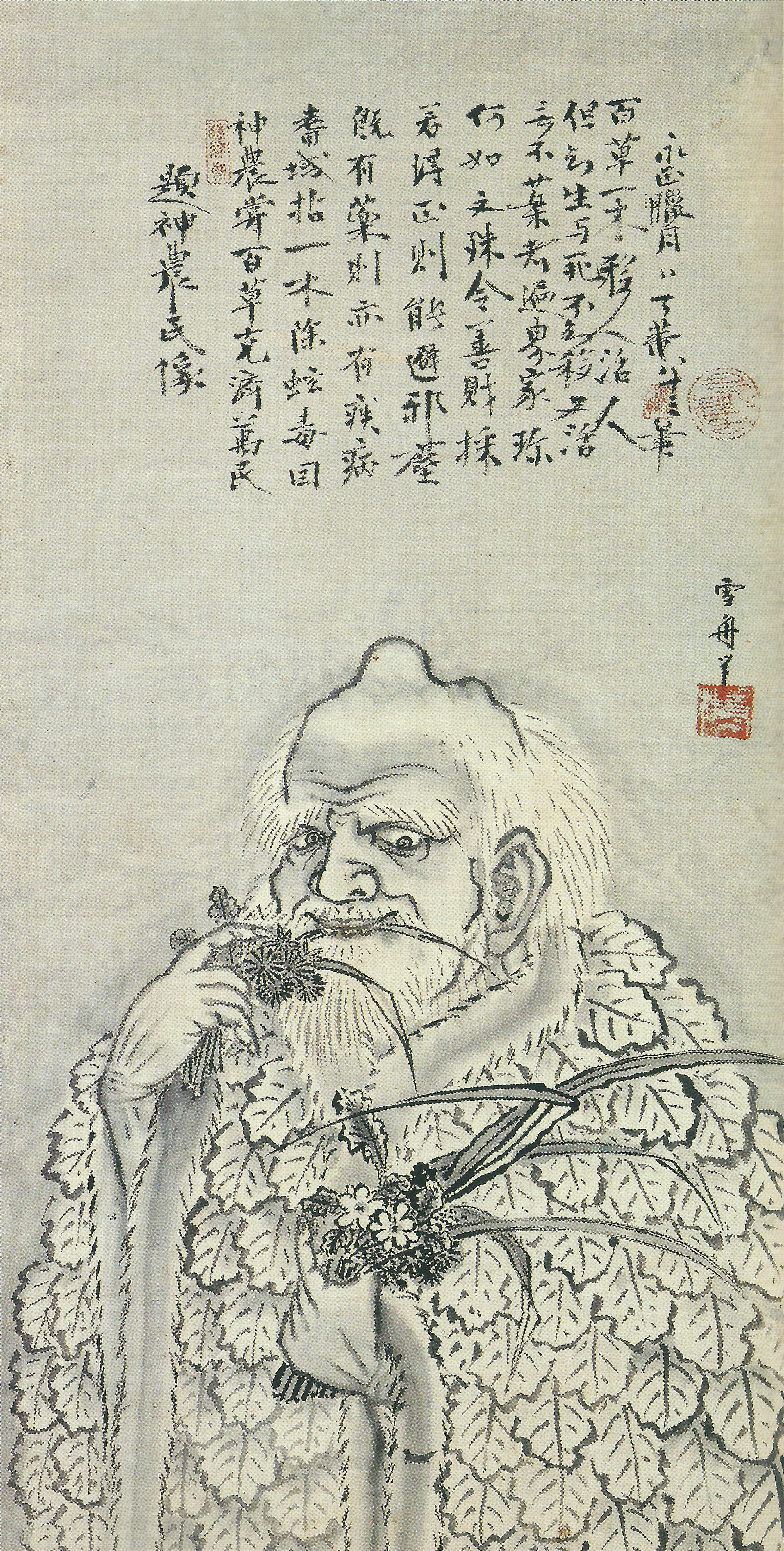
神農圖，雪舟繪
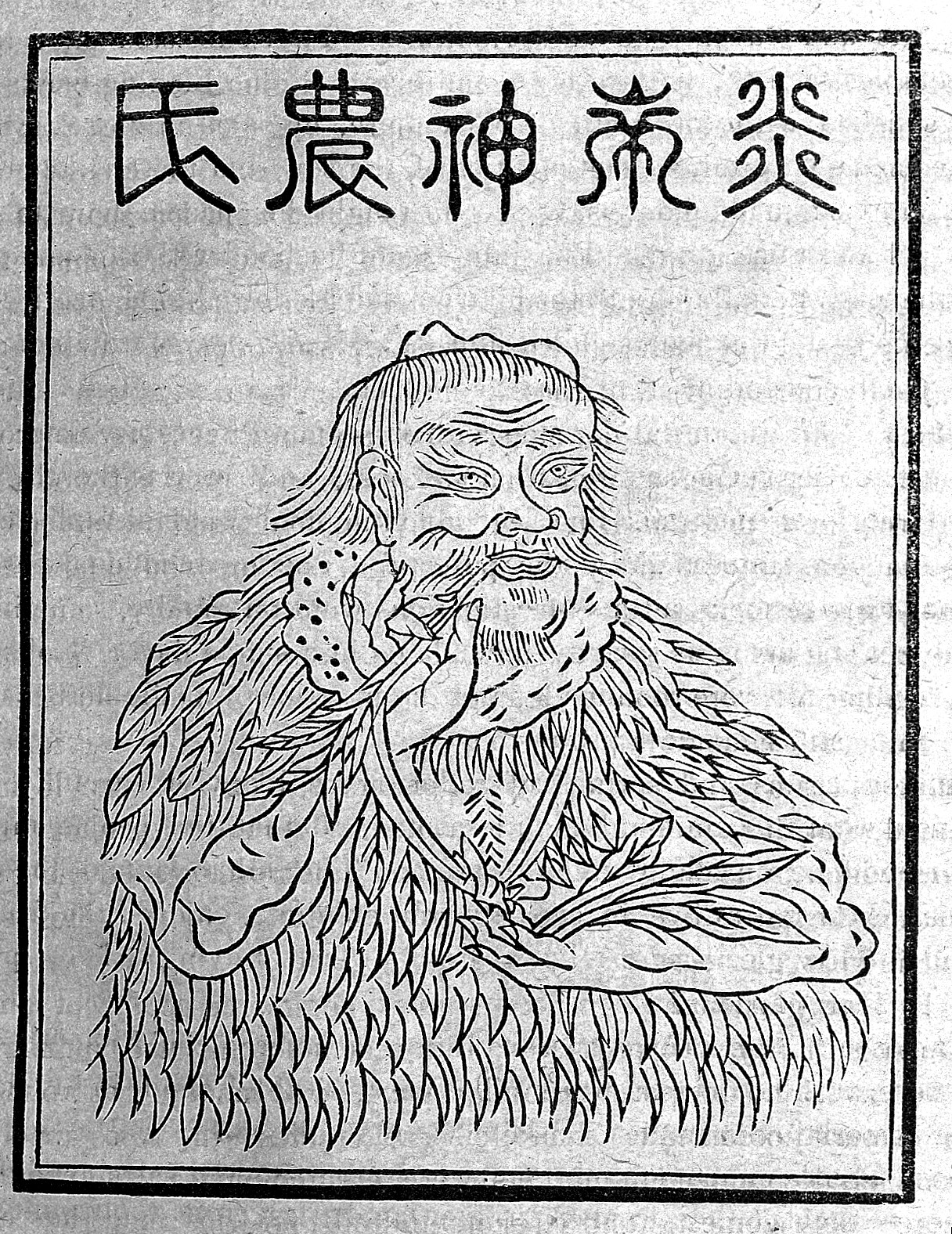
神農嘗百草
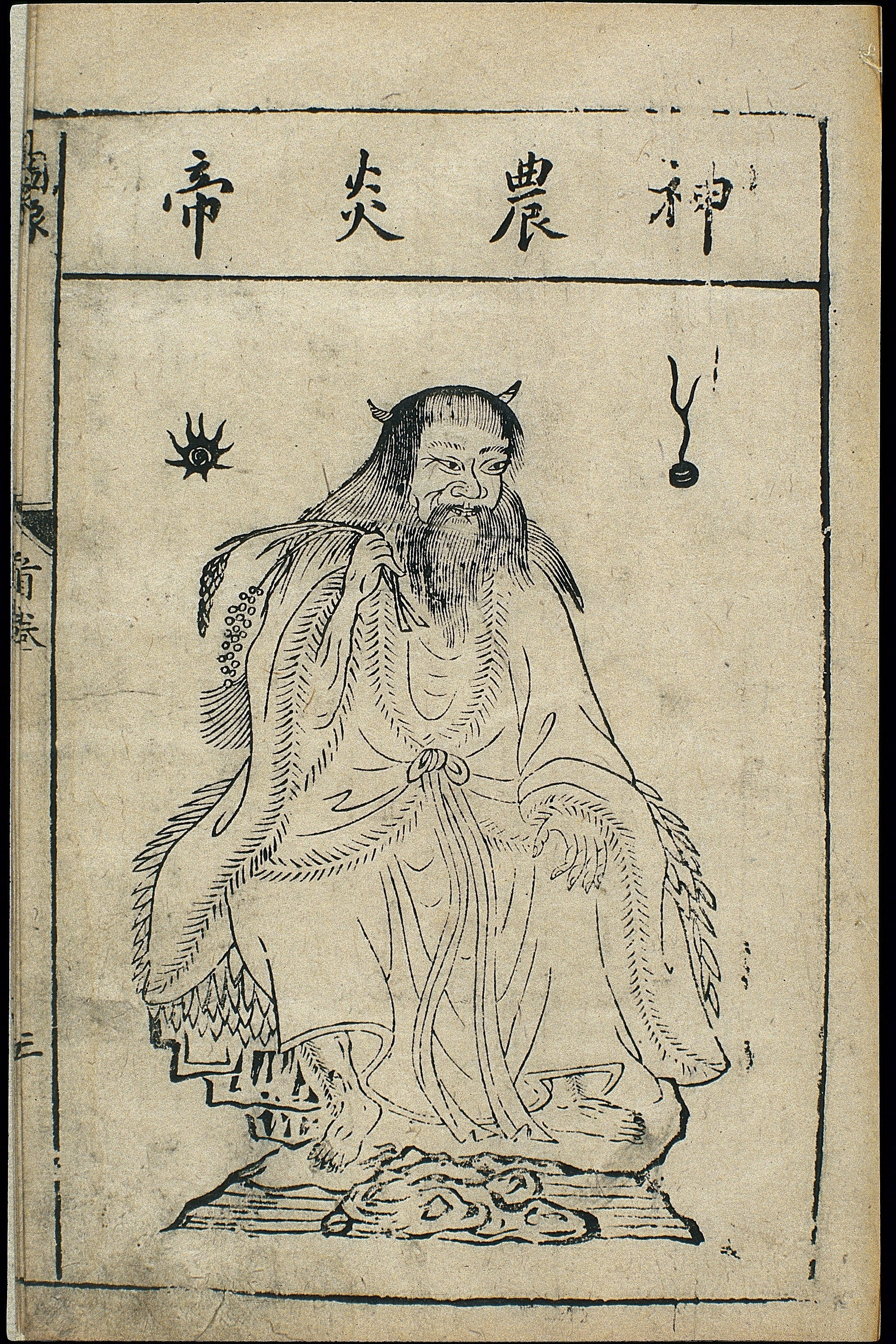
神農炎帝
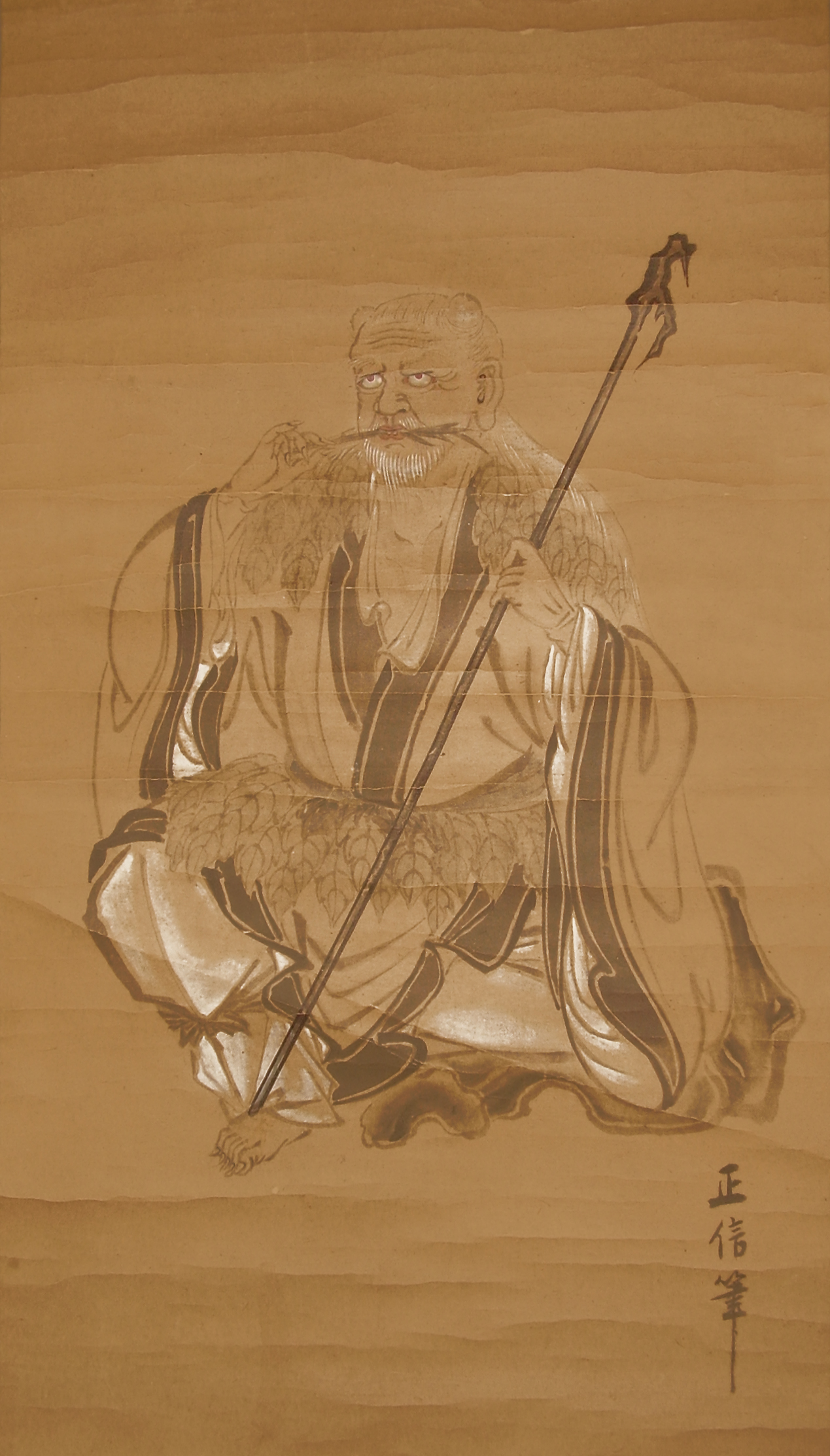
神農氏，19世紀日本畫作
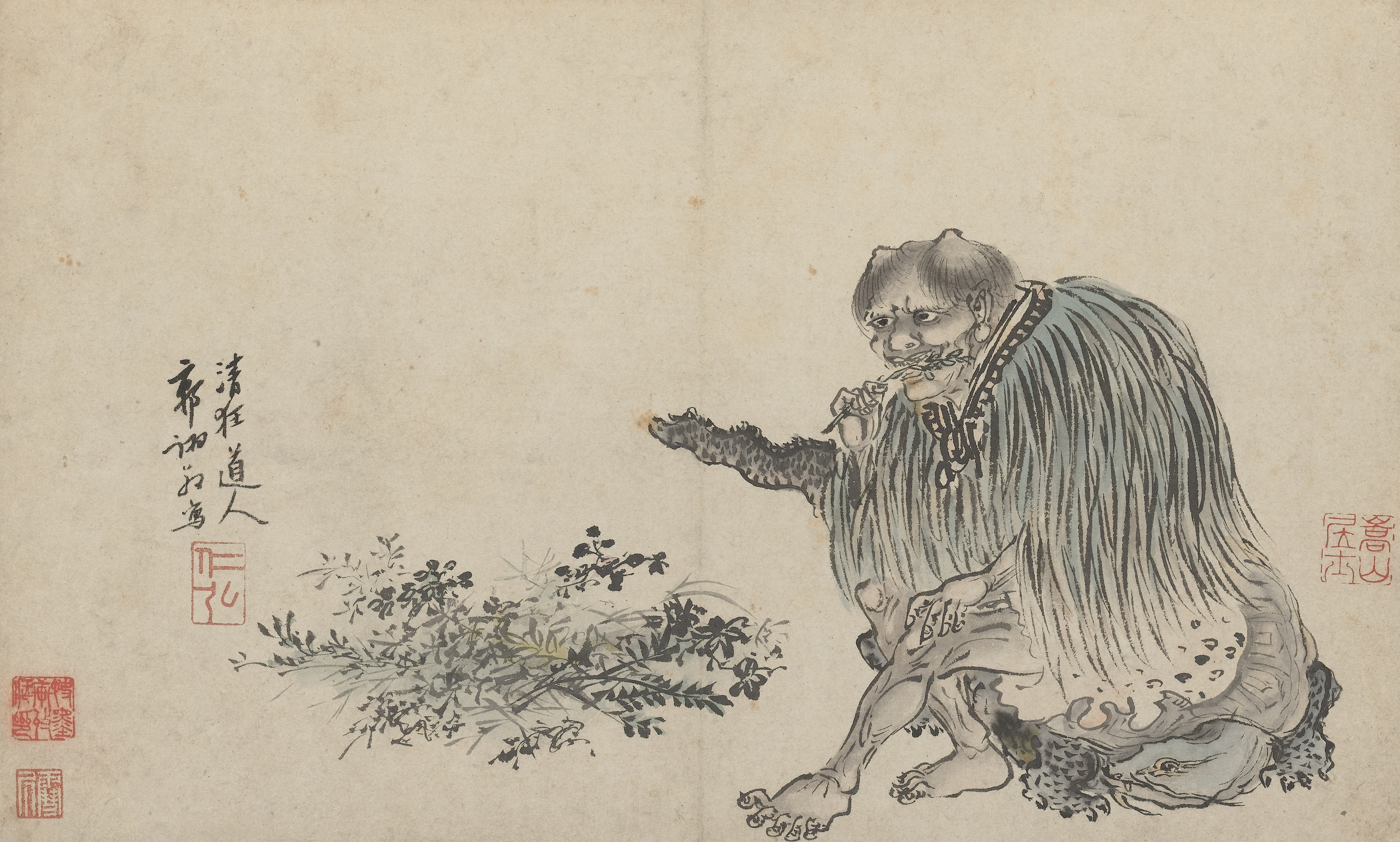
神農，郭诩繪
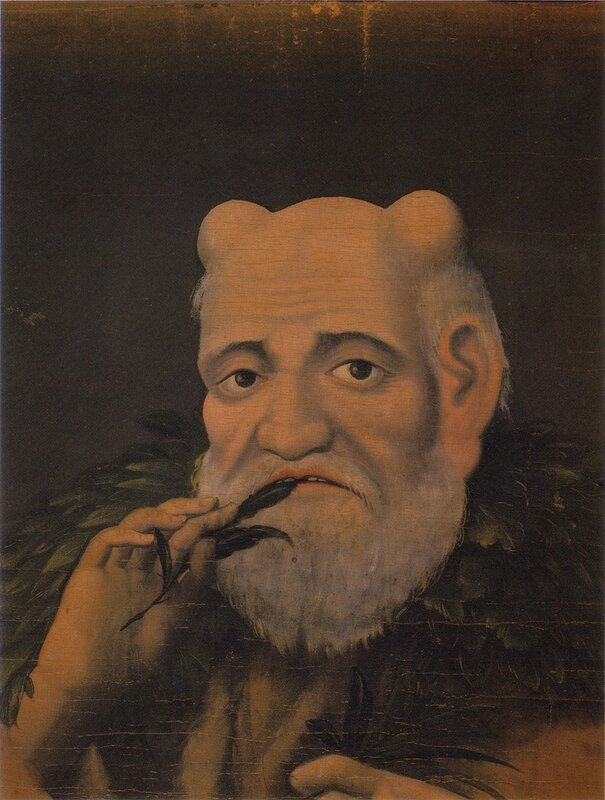
神農

## 廟宇

### 中國

#### 北京市
- 西城區先農壇

#### 湖南省
- 株洲市炎陵縣炎帝陵

#### 陝西省
- 寶雞市渭濱區炎帝陵

### 臺灣

#### 北部
- 臺北市北投區北投區慈生宮
- 臺北市士林區天母三玉宮
- 臺北市士林區士林神農宮
- 臺北市大同區雙連青雲宮
- 新北市三重區先嗇宮
- 新北市三重區三重先帝宮
- 新北市汐止區五谷金聖殿
- 新北市中和區福和宮
- 新北市瑞芳區九份青雲殿
- 新北市瑞芳區八仙宮
- 新北市土城區五穀先帝廟
- 宜蘭縣宜蘭市五穀廟
- 宜蘭縣宜蘭市新福宮
- 宜蘭縣五結鄉景德宮
- 宜蘭縣礁溪鄉天農廟
- 宜蘭縣頭城鎮神農廟
- 宜蘭縣頭城鎮更新紫霄宮
- 宜蘭縣頭城鎮碧雲山聖月宮
- 宜蘭縣羅東鎮奠安宮
- 宜蘭縣蘇澳鎮龍德先帝廟
- 桃園市大溪區永昌宮
- 桃園市龍潭區龍元宮
- 桃園市楊梅區泰祥宮
- 桃園市楊梅區高榮賢德宮
- 桃園市新屋區長祥宮
- 新竹縣新埔鎮龍天宮
- 新竹縣竹東鎮二重五穀宮
- 新竹縣新豐鄉溪南福龍宮

#### 中部
- 苗栗縣公館鄉五鶴山五穀宮
- 苗栗縣公館鄉五穀宮
- 苗栗縣竹南鎮五穀宮
- 苗栗縣三義鄉五穀宮
- 苗栗縣三灣鄉五穀廟
- 苗栗縣獅潭鄉和興五文宮
- 苗栗縣大湖鄉龍天宮宣化堂
- 苗栗縣苑裡鎮苑裡鎮安宮
- 臺中市大安區溫寮慶安宮
- 臺中市外埔區三崁福興宮
- 臺中市東區臺中國農宮
- 臺中市西區興農宮
- 臺中市新社區神農药仙山药王廟
- 臺中市大里區神農殿
- 臺中市霧峰區中正村聖賢宮
- 南投縣國姓鄉谷豐宮
- 南投縣國姓鄉五榖宮
- 南投縣水里鄉水里聖德宮
- 彰化縣和美鎮犁盛里高香宮
- 彰化縣秀水鄉安東村五穀宮
- 彰化縣埔心鄉油車店靈聖宮
- 彰化縣二林鎮保興宮
- 雲林縣斗六市新興宮
- 雲林縣西螺鎮福天宮
- 雲林縣林內鄉鎮安宮
- 雲林縣東勢鄉同安保安宮

#### 南部
- 嘉義市東區祀典大天宮
- 嘉義縣民雄鄉穀豐宮
- 嘉義縣民雄鄉菁埔升虛宮
- 嘉義縣梅山鄉溪坪農興宮
- 嘉義縣竹崎鄉龍山岩
- 嘉義縣水上鄉新興宮
- 嘉義縣太保市埔心福興宮
- 臺南市柳營區鎮西宮(全臺開基祖廟)
- 臺南市北區大銃街神農殿
- 臺南市新營區鎮南殿
- 臺南市永康區開天宮
- 臺南市永康區開天聖明宮
- 臺南市山上區石仔崎神農廟
- 臺南市楠西區龜丹神農殿
- 臺南市南化區西埔八卦神農殿
- 臺南市東山區李子園神農宮
- 高雄市阿蓮區振農宮
- 高雄市內門區夏梅林神農宮
- 高雄市旗山區三農宮
- 高雄市湖內區黃帝神農殿
- 高雄市大社區青雲宮
- 高雄市大樹區九曲堂神農宮
- 高雄市鳳山區赤山文農宮
- 高雄市燕巢區援勦右神元宮
- 高雄市燕巢區西燕神農宮
- 高雄市橋頭區仕隆帝仙宮
- 高雄市楠梓區後勁鳳屏宮
- 高雄市左營區豐穀宮
- 高雄市左營區菜公豐谷宮
- 高雄市苓雅區林德官德興殿
- 高雄市旗山區三農宮
- 高雄市小港區大坪頂神農殿
- 高雄市旗津區大汕頭神農宮
- 屏東縣新園鄉仙隆宮
- 屏東縣潮州鎮神農宮
- 屏東縣竹田鄉竹田神農宮
- 屏東縣萬巒鄉神農宮
- 屏東縣東港鎮新厝仔神農宮
- 屏東縣林邊鄉田厝神農宮
- 屏東縣林邊鄉塭岸頭神農宮
- 屏東縣佳冬鄉昌隆神農宮
- 屏東縣佳冬鄉萬建神農宮
- 屏東縣南州鄉南安神農宮
- 屏東縣枋寮鄉內寮神農殿
- 屏東縣枋寮鄉水底寮神農宮

#### 東部
- 臺東市神農宮
- 臺東縣太麻里鄉香蘭福農宮
- 花蓮縣玉里鎮春日五穀宮

### 日本
- 東京都文京區湯島聖堂

### 韓國
- 首爾特別市東大門區先農壇

## 神農傳說衍生作品列表

### 電視劇
- 《遠古的傳說》（2010年，中國中央電視台）
- 《神農大帝》【客家戲曲新春特別節目】-國立臺灣戲曲學院臺灣青年劇團（2020年，客家電視台）

### 遊戲
- 無雙OROCHI系列（光榮公司開發，福原耕平配音）
- 仙劍奇俠傳系列（大宇資訊開發）
  - 後裔：蚩尤、重樓、姜世離、姜雲凡
- 九日（赤燭遊戲開發，林谷珍配音）